# Jean-Baptiste Chavannes
Jean-Baptiste Chavannes (Haiti, 1947) è un agronomo haitiano.

## Biografia
Nel 1973 Chavannes ha fondato il Movimento Contadino della Papaya (MPP) per insegnare agli haitiani i principi della agricoltura sostenibile. L'MPP è diventato uno dei movimenti contadini più efficaci nella storia di Haiti, riuscendo a promuovere con successo lo sviluppo economico, la protezione ambientale e la sopravvivenza personale.
Chavannes continua il suo lavoro nonostante il clima politico di Haiti, che rimane instabile. È sopravvissuto a numerosi tentativi di omicidio, avvenuti durante periodi di instabilità politica ad Haiti. Le minacce di morte ricevute lo costrinsero ad andare in esilio dal 1993 al 1994. Nel 2005 ha ricevuto il Goldman Environmental Prize.